# Фараон (роман)
«Фараон» (пол. Faraon) — исторический роман известного польского писателя Болеслава Пруса (1847—1912), написанный в 1895 году и изначально публиковавшийся в варшавском «Иллюстрированном еженедельнике». Первое издание в книжном варианте появилось в 1897 году.

## Сюжет и проблематика романа
«Фараон» — предпоследний из крупных романов писателя (роман «Перемены» не был завершён). Действие романа происходит в Древнем Египте в середине XI века до н. э. — в период упадка XX династии египетских фараонов, завершивший Новое царство.
Сюжет романа составляет история борьбы вымышленного исторического деятеля — молодого фараона Рамсеса XIII — с могущественной кастой жрецов Амона-Ра во главе с коварным Херихором. Содержащаяся в этом произведении критика духовенства была актуальна для католической церкви.
Изображая упадок некогда могущественного государства, автор ищет ответа на вопрос о причинах этого упадка — и читателю, имеющему представление об эпохе Пруса, становится очевидным, что проблематика романа вызвана к жизни разложением и кризисом современного писателю польского буржуазно-феодального общества. Отсюда никак не следует, что Прус лишь «маскировал» современные идеи обстановкой и именами, взятыми из древности. Напротив, значение «Фараона» в развитии польского исторического романа состоит в том, что в нём — впервые в истории польской литературы — на таком высоком художественном уровне, с использованием доступных автору научных знаний о прошлом, без явной модернизации были представлены в живых образах социальные проблемы отдалённой эпохи, имеющие большое значение для лучшего понимания вопросов современности, делалась попытка постичь закономерности исторического прогресса.
В «Фараоне» Прус затрагивает проблемы тяжёлого положения народа, его роли в жизни государства, а также анализирует суть политической власти, соотношение морали и политики, соотношение «национальных» интересов и чаяний народа, причины поражения реформ, макиавеллизм и идеализм в политике, роль случайного и закономерного в истории, любовь и дружбу в человеческих отношениях, цену жизни отдельного человека.
Перенося ход мышления современного ему человека в древневосточное общество, писатель местами допускает явные анахронизмы и вкладывает в уста главного героя, вымышленного последнего фараона XX династии Рамсеса XIII, идеи, немыслимые для правителя древнего мира. Несмотря на это, роман «Фараон», наряду с художественными произведениями немецкого египтолога второй половины XIX века Георга Эберса, считается одним из наиболее точных и полных литературных описаний жизни древнеегипетского общества.

## Публикации и переводы
Будучи законченным до начала публикации, роман печатался в варшавском журнале «Иллюстрированный еженедельник» с октября 1895 по конец 1896 года, а отдельным изданием вышел в 1897 году.
На русском языке издавался отдельными главами в 1897 году в журнале «Мир божий», в переводе Владимира Маноцкова, отдельной книгой вышел в 1898 году. В СССР неоднократно переиздавался перевод Е. Н. Троповского, выполненный в 1938 году.
В США роман был впервые опубликован в 1902 году в Бостоне в переводе Джеремайи Куртина под заглавием «Фараон и жрец. Исторический роман из жизни Древнего Египта» (The pharaoh and the priest; an historical novel of ancient Egypt), причем на обложке указаны были настоящие имя и фамилия автора: Александр Гловацкий (Alexander Glovatski).
Роман «Фараон» переведён на следующие языки: английский, армянский, болгарский, венгерский, голландский, грузинский, иврит, испанский, литовский, немецкий, румынский, русский, сербо-хорватский, словацкий, словенский, украинский, французский, чешский, эсперанто, эстонский.
Роман был одним из любимых произведений Сталина.

## Экранизация
В 1966 году по мотивам романа польским кинорежиссёром Ежи Кавалеровичем был снят одноимённый фильм.
Как следствие, после выхода книги, а потом и фильма некоторую известность получил и такой исторический персонаж, как Херихор.